# Tönet, ihr Pauken! Erschallet, Trompeten!

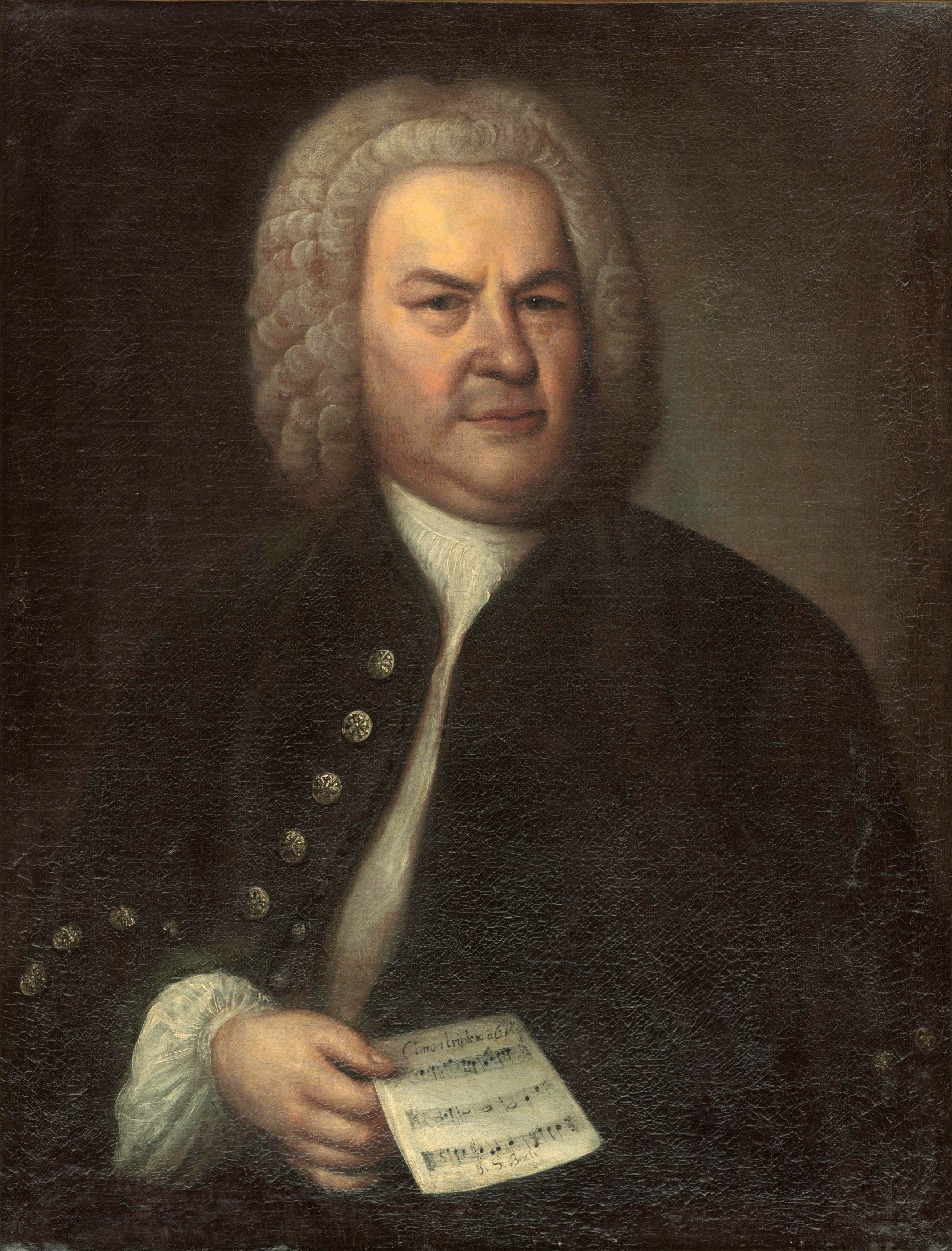
J.S.Bach in 1746

Tönet, ihr Pauken! Erschallet, Trompeten! (BWV 214) is een wereldlijke cantate geschreven door Johann Sebastian Bach.

## Programma
Deze cantate werd geschreven ter gelegenheid van de verjaardag van Maria Josepha van Oostenrijk, echtgenote van August III, keurvorst van Saksen en koning van Polen. De cantate werd uitgevoerd op 8 december 1733, waarschijnlijk in het koffiehuis Zimmerman in Leipzig waar Bach geregeld optrad met zijn Collegium Musicum. De cantate wordt ook wel de koninginnecantate genoemd en heeft als ondertitel Dramma per musica.
In de jaren 30 van de 18e eeuw, schreef Bach een zestal felicitatiecantates voor het hof van Saksen. Mogelijk speelde hierbij mee, dat Bach solliciteerde naar een post aan het hof van Dresden, een functie die hij overigens nooit heeft gekregen.
Zie ook de cantatekalender.

## Tekst
Het is niet bekend wie de tekstdichter is.
Inhoud
1. Openingskoor: "Tönet, ihr Pauken! Erschallet, Trompeten!"
2. Recitatief (tenor): "Heut ist der Tag, wo jeder sich erfreuen mag"
3. Aria (sopraan): "Blast die wohlgegriffnen Flöten"
4. Recitatief (sopraan): "Mein knallendes Metall"
5. Aria (alto): "Fromme Musen! meine Glieder!"
6. Recitatief (alto): "Unsre Königin im Lande"
7. Aria (bas): "Kron und Preis gekrönter Damen"
8. Resitatief (bas): "So dringe in das weite Erdenrund"
9. Koor: "Blühet, ihr Linden in Sachsen, wie Zedern!"

## Muzikale bezetting
In het orkest spelen 3 trompetten, pauken, 2 dwarsfluiten, 2 hobo's, 2 violen, een altviool en een basso continuo.

## Toelichting
De cantate is geschreven voor de vier solistenstemmen sopraan, alt, tenor en bas. Elk van deze stemmen representeert een god uit de oude mythologie, die de felicitaties aan de koningin overbrengen:
- Bellona, godin van de oorlog - sopraan
- Pallas, godin van de Muzen en de wetenschap - alt
- Irene, godin van de vrede - tenor
- Fama, godin van de roem - bas

De cantate bestaat uit een groots openingskoor, waarin de pauken, trompetten en strijkers worden opgeroepen de jarige koningin te feliciteren. Later zou Bach dit openingskoor hergebruiken als openingskoor in de eerste cantate van het Weihnachtsoratorium voor de Eerste Kerstdag, onder de titel Jauchzet, frohlocket, auf, preiset die Tage (BWV 248,1). Vervolgens komen de vier solostemmen om beurten vanuit hun eigen perspectief de koningin feliciteren. Alle stemmen doen dat in een recitatief en -op de tenor na- met een aria. Opvallend is dat steeds eerst de aria wordt gezongen en dan pas het recitatief. In het slotkoraal voegen de vier zangers hun stemmen samen en feliciteren nog één keer de jarige, eindigend met een 'Lang zal ze leven!' en 'Nog vele jaren'.
Naast het openingskoor, hergebruikte Bach ook de aria's 5 en 7 en het slotkoor in het Weihnachtsoratorium. Mogelijk dat de sopraan-aria (aria 3) al door Bach in een andere -verloren gegane- cantate is hergebruikt.